# Cuxhaven

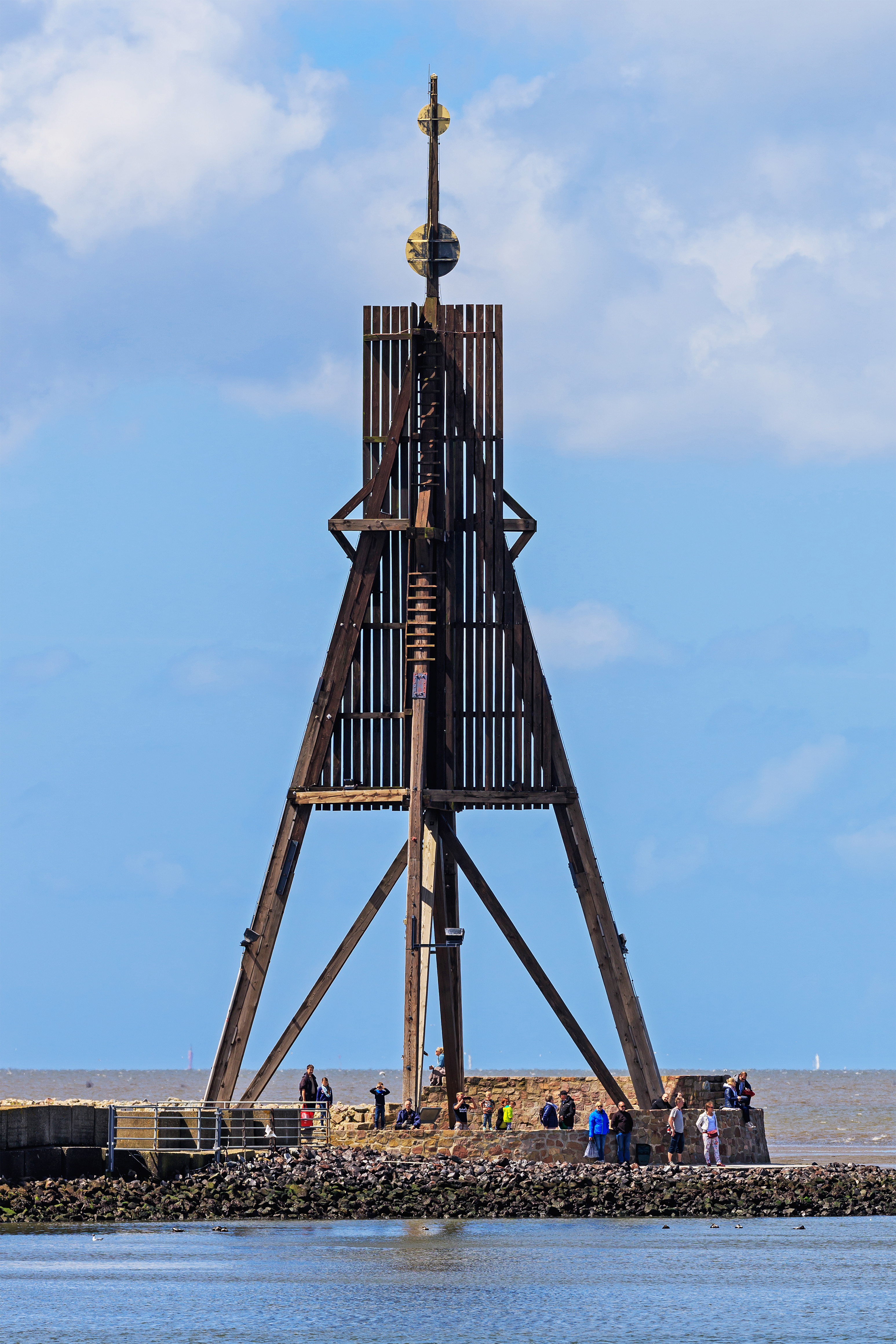
A Kugelbake

Cuxhaven (IPA: [kʊksˈhaːfən]) egy körülbelül 52 000 lakossal rendelkező város Németországban, Alsó-Szászország szövetségi államban, az Elba torkolatának déli partján, közel az Északi-tengerhez.
Cuxhaven halászati és tengeri hajózási szempontból is fontos kikötő, az Elbán felhajózva Hamburg kikötőjébe juthatnak el a vízi járművek. A várostól nem messze található a Kieli-csatorna nyugati bejárata. A hajózás mellett jelentős a város idegenforgalma is. Cuxhaven 1937-ig Hamburghoz tartozott.
Cuxhaven jelképe a „Kugelbake”, amely egy fából készült építmény az Elba torkolatának partján; a város címerének központi motívuma ez.

## Fekvése
Cuxhaven Alsó-Szászország legészakibb részében található, két oldalról víz veszi körül. Ez a földrajzi elhelyezkedés turisztikai szempontból nagyon kedvező a város számára, a szárazföldi közlekedés szempontjából viszont előnytelen, félreeső helyzetben van.
A város területének legmagasabb pontja az „Altenwalder Höhe“.
Cuxhaven történelmileg Hamburghoz kötődik, gazdaságának két legfontosabb területe a halászat és az idegenforgalom, mindegyik szorosan kötődik a tengeri hajózáshoz.

## Története
Cuxhaven más német városokhoz viszonyítva fiatal. A Cuxhaven elnevezés a koog szóból eredeztethető, aminek alnémet és skandináv nyelvekbeli jelentése gáttal védett terület.
1394-ben került Ritzebüttel Hamburg fennhatósága alá. Az elkövetkezendő évszázadokban Ritzebüttel Hamburg támaszpontja volt a kalózkodással szemben.
Ritzebüttel városa 1872. december 4-én lett egyesítve Cuxhavennel, így jött létre a Hamburghoz tartozó Cuxhaven Landgemeinde.
A német egység megvalósulása után Cuxhaven katonai szempontból is fontossá vált. 1883-tól állomásoztak itt haditengerészeti egységek. A Fort Kugelbake és további parti erődítmények az akkoriban elkészült Kiel-csatorna forgalmának ellenőrzése végett lettek létrehozva.

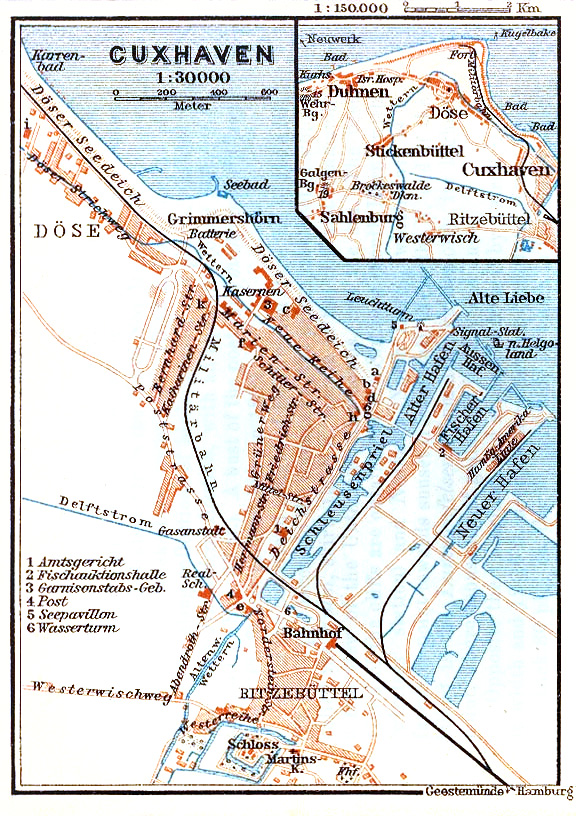
Cuxhaven, 1910

Miután Cuxhavenhez csatolták a tőle északra található Döse települést (1905), az lakosok száma elérte a tízezer főt. 1907. március 15-én városi rangot kapott a település.
Az 1937-es Groß-Hamburg-Gesetz (Nagy-Hamburg törvény) értelmében Cuxhaven Hamburgtól a porosz Hannover tartományhoz került. Hamburg megtartotta magának a kikötővel kapcsolatos jogait. Így lehetett 1993. január elsejéig Hamburg tulajdonában az Amerika-Hafen és a Steubenhöft, annak ellenére, hogy ezek Cuxhaven területén találhatók. Még mindig teljesítenek szolgálatot Cuxhavenben hamburgi vízirendőrök.
1969. október elsején Neuwerk és Scharhörn visszakerült Hamburghoz. A szigeteken egy mélyvízi kikötő létrehozását tervezték.
1945 és 1964 között különféle rakétakísérleteket hajtottak végre Cuxhaven környékén. A város mai területe 162 km², kb. 21 km kelet-nyugati, és 14,5 km észak-déli kiterjedéssel.
1977-ig Cuxhaven közigazgatásilag szabad város volt, ma az újonnan létrehozott Cuxhaven kerülethez (németül Landkreis Cuxhaven) tartozik.

### A lakosságszám alakulása
| Év       | 1998   | 1999   | 2000   | 2001   | 2002   | 2003   | 2004   | 2005   |
| -------- | ------ | ------ | ------ | ------ | ------ | ------ | ------ | ------ |
| Lakosság | 53 980 | 53 736 | 53 391 | 53 168 | 53 076 | 52 876 | 52 567 | 52 095 |

(minden év december 31-én)

## A közigazgatási tagolódás
- Cuxhaven (Ritzebüttel, Musikerviertel, Lotsenviertel, Dobben, Lehfeld, Grimmershörn)
- Altenbruch
- Altenwalde
- Gudendorf
- Franzenburg
- Döse
- Arensch/Berensch
- Duhnen
- Groden
- Holte-Spangen
- Lüdingworth (plattdeutsch de Worth)
- Oxstedt
- Sahlenburg
- Stickenbüttel
- Süder-/Westerwisch

## Politikai élet

### A városi tanács
| Választás            | Párt | Párt | Párt           | Párt | Párt  | Párt              | Párt            | Összesen |
| Választás            | CDU  | SPD  | Die Cuxhavener | FDP  | Grüne | Linke Alternative | Frakción kívüli | Összesen |
| -------------------- | ---- | ---- | -------------- | ---- | ----- | ----------------- | --------------- | -------- |
| 2001. szeptember 9.  | 19   | 16   | 2              | 2    | 2     | –                 | 1               | 42 hely  |
| 2006. szeptember 10. | 16   | 14   | 3              | 3    | 3     | 1                 | –               | 41 hely  |
| 2011. szeptember 11. | 14   | 16   | 6              | –    | 4     | 1                 | –               | 41 hely  |

### A város néhány polgármestere
- 1907–1931: Max Bleicken (DDP)
- 1946–1952: Karl Olfers (SPD)
- 2005-2001: Arno Stabbert (CDU)
- 2011-től: Dr. Ulrich Getsch (független)

### Partnervárosok
| - Penzance, Nagy-Britannia - Nuuk, Grönland / Dánia - Hafnarfjörður, Izland - Vannes, Franciaország | - Schneidemühl - Piła, Lengyelország - Ílhavo, Portugália - Vilanova de Arousa, Spanyolország - Sassnitz auf Rügen |

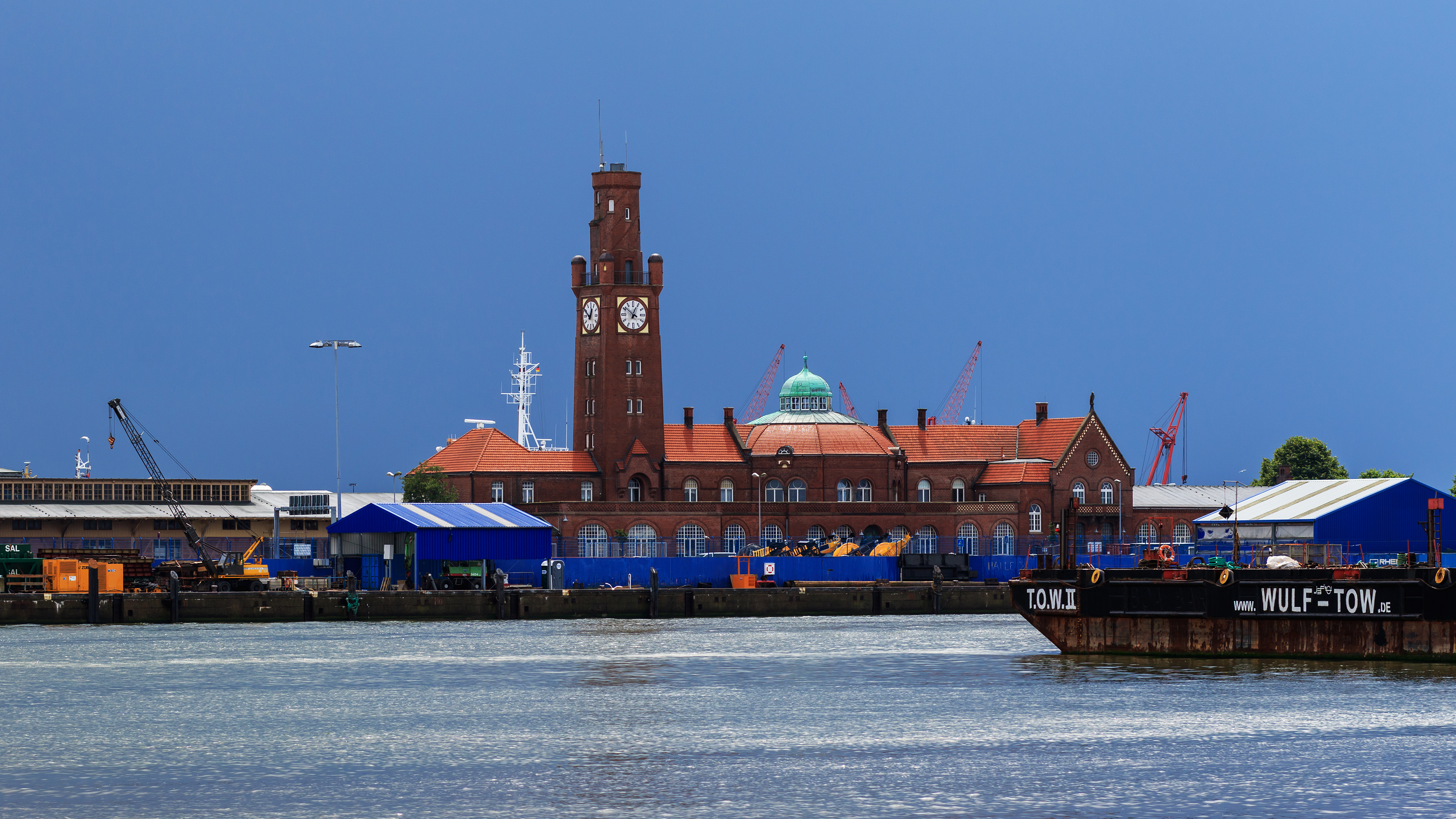
Hapag-Hallen

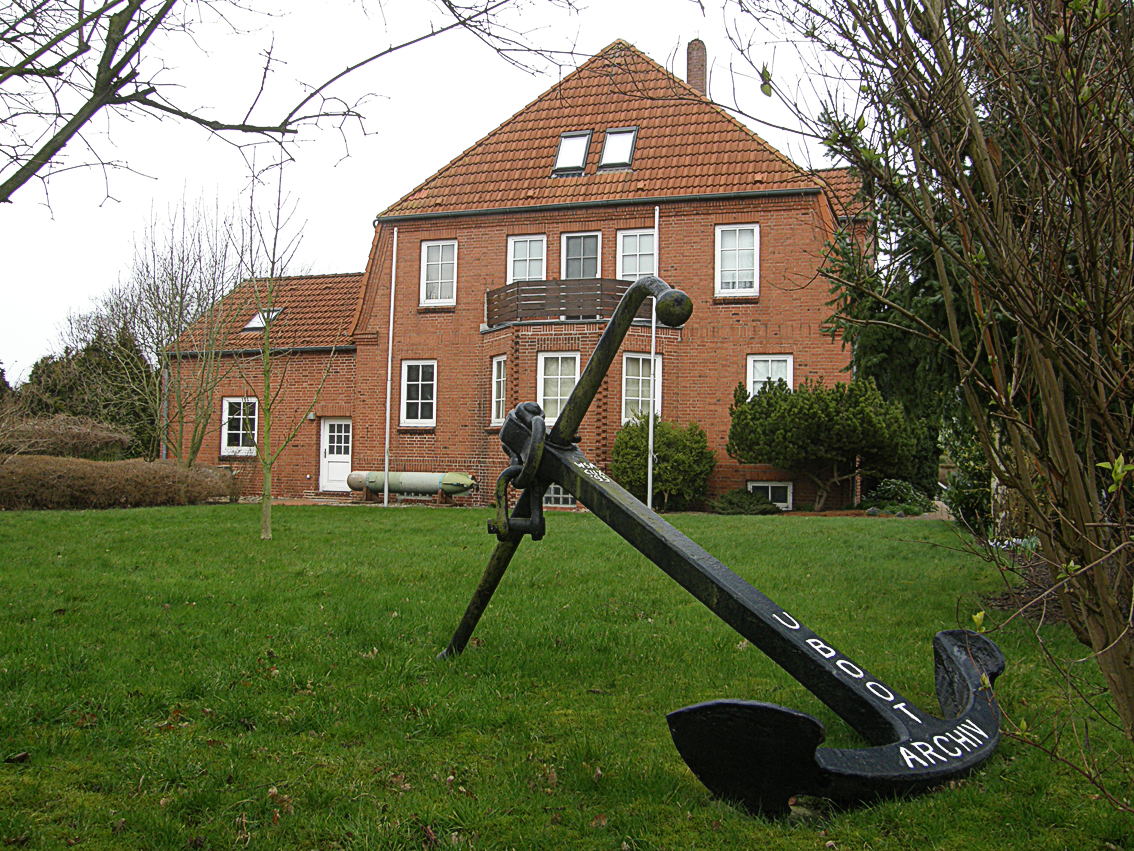
Az U-Boot-Archiv Cuxhaven-Altenbruchban

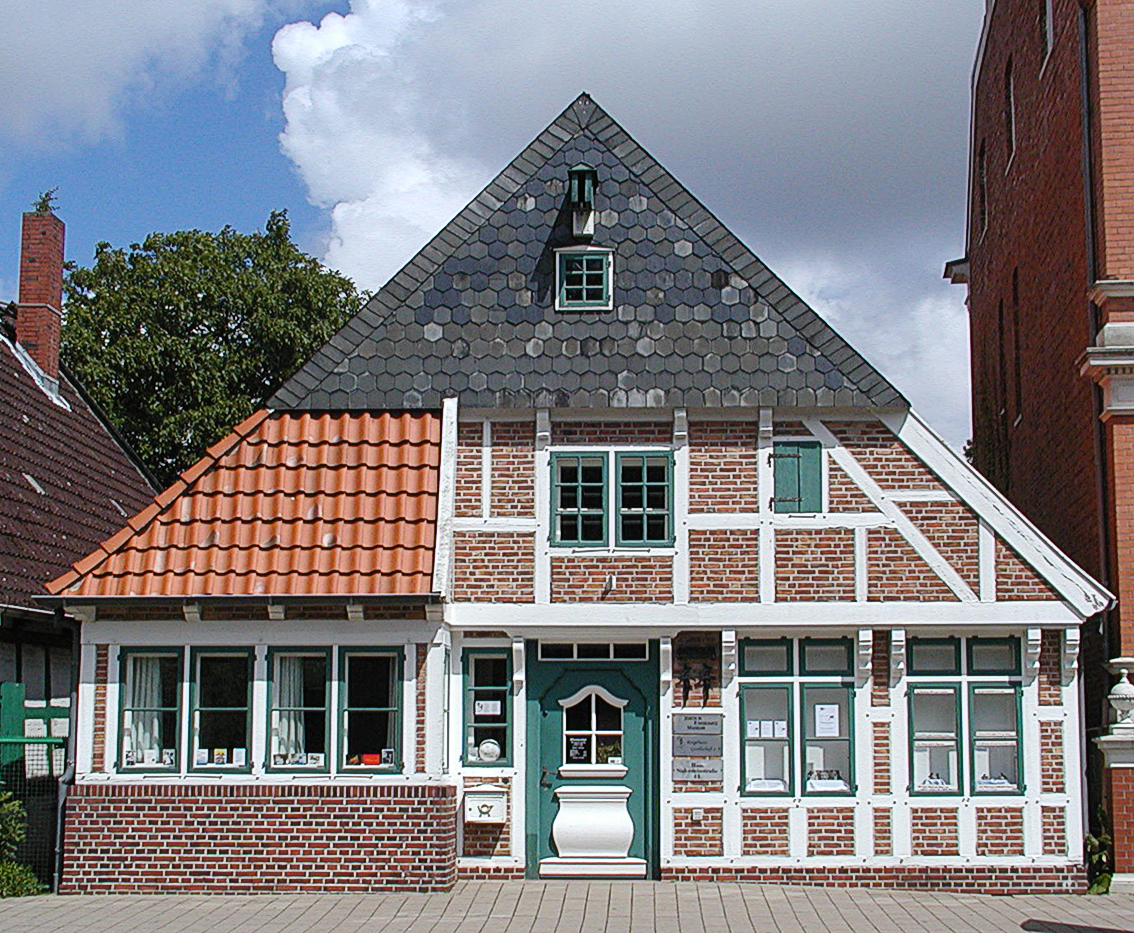
Ringelnatzmuseum

## Kulturális élet, látnivalók, érdekességek
- „Alte Liebe“
- Hapag-Hallen
- Kugelbake (Cuxhaven jelképe)
- Ritzebüttel kastély
- Watt-tenger
- A világ legnagyobb szélerőműve (Growian)
- Altenwalder Heidelandschaft

### Múzeumok

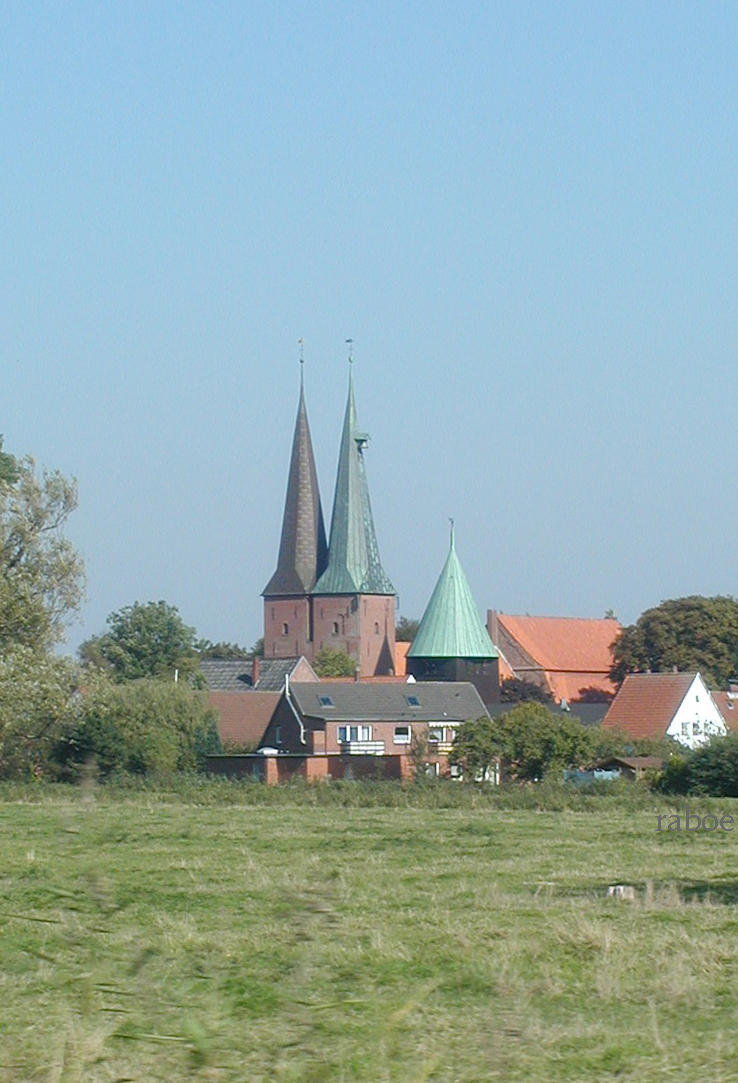
A templomtornyok Altenbruchban

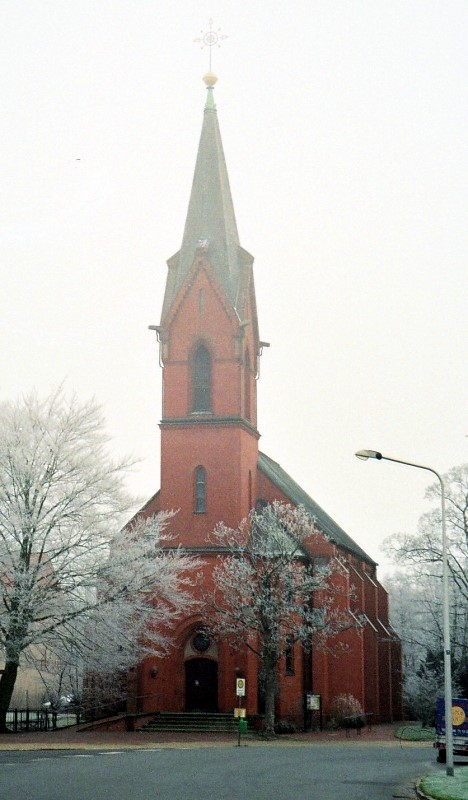
A Herz-Jesu-Kirche Cuxhavenben

- AERONAUTICUM

Német léghajó-, és tengerészeti repülőgépmúzeum Nordholzban.
- Fischereimuseum
- Fort Kugelbake

A Fort Kugelbake egy 19. század második felében épült tengerészeti erődítmény.
- Schiffsmuseum Duhnen

Hajómodellekből, tengerészeti műszerekből, festményekből álló magángyűjtemény. Itt látható a világon a legnagyobb üvegpalackban lévő hajómodellje, mely egy 129 liter térfogatú üvegballonban van.
- Schneidemühler Heimatstuben
- Stadtmuseum
- U-Boot-Archiv

Altenbruchban található, a híres-hírhedt U-Bootokról láthat a látogató fotókat, leírásokat.
- Wrackmuseum
- Schloss Ritzebüttel
- Hapag-Hallen
- Feuerschiff Elbe 1

Az utolsó tűzoltóhajó az Elba torkolatvidékén. A hajó még ma is működőképes, vendégeivel a Északi-tengeren jár.
- Joachim-Ringelnatz-Museum

### Építészet

#### Templomok

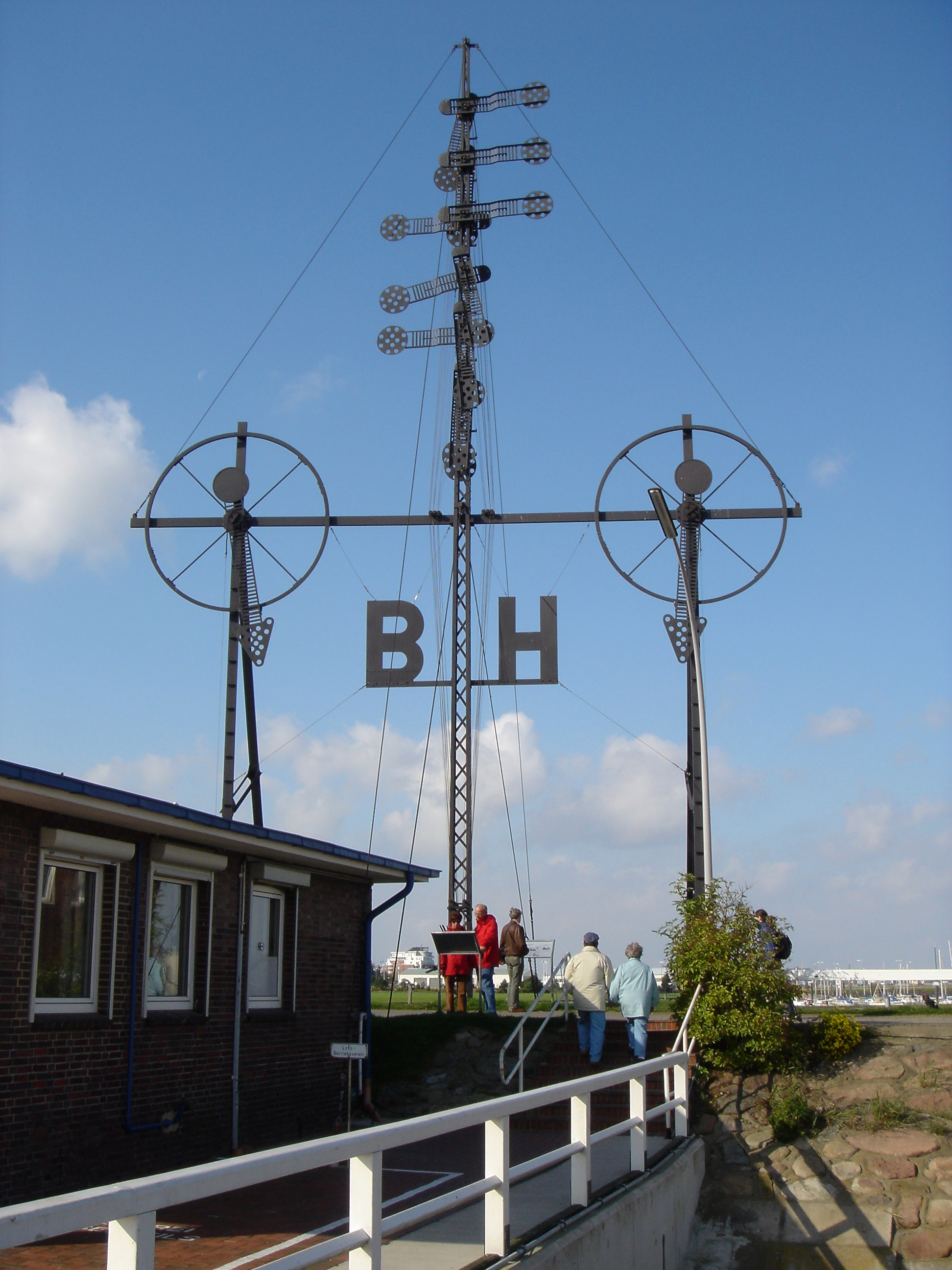
A szemafor 2004. október 6-án

- Altenbruch: Szent Miklós-templom (St.-Nicolai-Kirche)

Az egykori Handeln legnyugatabbi települése ad otthont a vidék ún. "paraszti székesegyházai" (németül Bauerndom) közül az egyiknek. A 13. századból származó román stílusú duplatornyú kőtemplom az Északi-tenger partvidékének igazi ékessége.
A templomtoronyban működött korábban Hadeln levéltára, és itt őrizték Hadeln pecsétjét is, amely a Miklós (Nikolaus) püspököt, Hadeln védőszentjét ábrázolja. Őt ábrázolta Hadeln címere, és ha ő látható Cuxhaven kerület (Landkreis Cuxhaven) címerében. A templom egyedülállósága belső kialakításában és berendezésében még szembetűnőbb. Az értékes 15. századi gótikus oltár az észak-német térségben a legjelentősebb.
Itt található Európa egyik legöregebb orgonája, mely 500 éves. Az orgona története 1497-ben kezdődött, mikor Johann Coci orgonaépítő letette az alapkövét. 1728-ban Hinrich Klappmeyer, az ismert orgonaépítő, Arp Schnitger tanítványa teljesen átépítette a hangszert, és lényegében ma is az ő munkája látható.
- Lüdingworth: St.-Jacobi-Kirche

Az altenbruchi Szent Miklós-templomhoz hasonlóan ez is egy ún. paraszti székesegyház, mely már évszázadok óta Lüdingworthhoz tartozik. A téglából épült torony a 17. században készült. A "Lüderskooper Altar", amely egy 1420 és 1430 között készült gótikus szárnyasoltár, Hadelnben a legöregebb. A fő oltárkép 1665-ből származik.
A templom korai barokk (reneszánsz) orgonáját Antonius Wilde épített 1598-99-ben, később, a 18. században Arp Schnitger és a türingiai Andreas Weber restaurálta, majd 1982-ben és 1999-ben Jürgen Ahrend orgonaépítő mester újította fel.
- Cuxhaven:
- Herz-Jesu-Kirche

1900-ban épült katolikus templom. Eredetileg "St. Michael-Kirche", azaz Szent Mihály-templom volt a neve. A torony 38 méter magas, és két acélharang található benne. A templom hajója 230 látogatót képes fogadni egyszerre.
- St. Petri Kirche

1911-ben épült evangélikus templom. A második világháború után községi templom lett, majd 1950-ben vette fel a "St. Petri" nevet.
- Groden: St. Abundus Kirche

1200 körül épült kőtemplom, mely a legfontosabb volt Cuxhavenben, míg meg nem épült a Martinskirche Ritzbüttelben. 1524-ben járt az első evangélikus prédikátor a templomban. 1688-ban Groden temploma egy új szószékkel gazdagodott.

#### Windsemaphor
A kikötőben, az Alte Liebe közelében található a Windsemaphor (szélszemafor, karos jelzőberendezés). Az eszköz 1884 óta tájékoztatja az Északi-tengerre kifutó hajókat a Borkum és Helgoland szigetén aktuális szélirányról és szélerősségről. Az eszköz a mai napig működik, naponta állítják be az időjárás-jelentések alapján.
A jobb oldali képen látható a szemafor. A "B", illetve a "H" betű jelenti Borkumot, illetve Helgolandot. A körökben lévő nyilak jelképezik a szélirányokat Borkum, illetve Helgoland szigetén, a függőleges felső részen lévő kinyújtható karok pedig a szigeteken mérhető szélerőt szimbolizálják. 1 felemelt kar jelentése, hogy a szélerő 2.
Ezek alapján a fotó készítésekor mindkét szigeten dél felől fújt a szél, és mindkét szigeten 6 volt a szélerő nagysága.
1903-ban egy nagy vihar során a szemafor megrongálódott, ezért egy évvel később egy új, stabilabb szerkezetűt helyeztek üzembe.

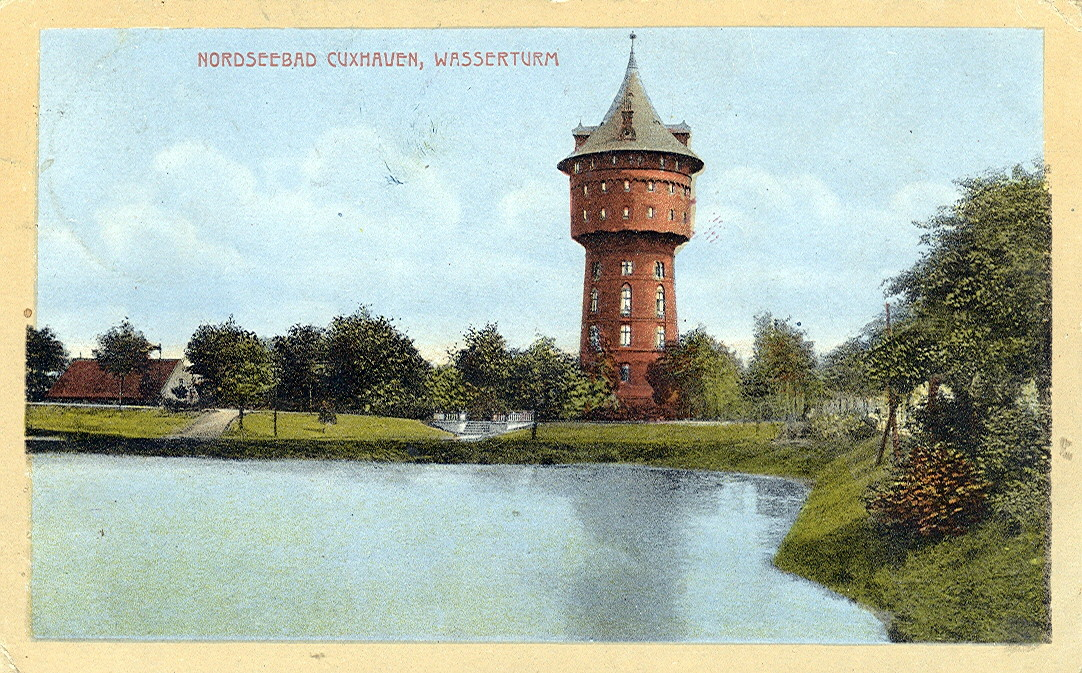
A régi víztorony egy 1918-as képeslapon

#### Víztorony
A 47 méter magas víztorony Cuxhaven belvárosában, a Kämmererplatz és a pályaudvar között található, a város titkos jelképeként tartják számon. 1897-ben épült, és 2004-ig látta el vezetékes vízzel a cuxhaveni háztartásokat.
Az 1960-as évek folyamán Dösében és Sahlenburgban egyre magasabb házakat építettek (apartmanok), amelyeket nyomásnövelő eszközökkel kellett ellátni, mert a víztorony által szolgáltatott nyomás nem volt elegendő a felső emeletek számára.
2004 óta az ivóvizet a cuxhaveni vízművek az új építésű Drangstweg-i telepéről szolgáltatja, szivattyúkkal juttatva a hálózatba a szükséges vízmennyiséget. A víztoronyban jelenleg a Cuxhavener Verbraucherzentrale irodája működik.

#### Friedrich-Clemens-Gerke-Turm
Cuxhavenben található a 230 méter magas Friedrich-Clemens-Gerke-torony, amely nem látogatható, ugyanis átjátszóadóknak biztosít helyet. A torony a rádiós és mobiltelefonos kommunikációban játszik szerepet, nem pedig a televíziós műsorszórásban.

#### Az adótorony a kikötőben
A kikötőben található egy 120 méter magas adótorony, melyet a vízügyi és a hajózási hivatalok használnak.

### Parkok, ligetek
- Altenwalder Heidelandschaft
- Bürgerpark Altenwalde
- Bürgerpark Altenbruch
- Kurpark
- Schlosspark
- Brockeswalde

### Természeti kincsek
- Cuxhaven partjai, és a Watt-tenger itteni részei a Nationalpark Niedersächsisches Wattenmeer nemzeti parkhoz tartoznak. A legtöbb gyalog is megközelíthető terület az üdülőzónához tartozik (Zone III); a pihenőzóna (Ruhezone, Zone I) Duhnen és Sahlenburg között található, csigaforgatók, piroslábú cankók, ezüstsirályok, és kisebb számban parti lilék, illetve nagy pólingok költenek itt.
- Duhner Heide (Duhneni puszta)
- Wernerwald: Németország egyetlen olyan erdős területe, amely közvetlenül az Északi-tenger partján terül el.
- Altenwalder Heidelandschaft

### Sport
- Nyaranta rendezik meg az EWE Athletics atlétikai versenyeket („Weltklasse hinter'm Deich“). Érkeznek az egész világból sportolók, hogy részt vegyenek a játékokon.
- 2007-től kezdődően minden év utolsó márciusi, vagy első áprilisi hétvégéjén megrendezésre kerül a Sparkassen City Marathon Cuxhaven futóverseny. A rajt és a cél a Kämmerer Platz. A klasszikus maratoni táv mellett, félmaratoni, és 10 km-es futásra is lehetőség van. Külön rendeznek versenyt a gyermekeknek, az utánpótlás segítése érdekében.[2]
- Cuxhaven első számú kosárlabdacsapata a „Cuxhaven BasCats“. A „BasCats“ 2004 óta a 2. Basketball-Bundesligában játszik.
- Cuxhaven egyik tekecsapata az 1. Bundesligában játszik.

#### Duhner Wattrennen

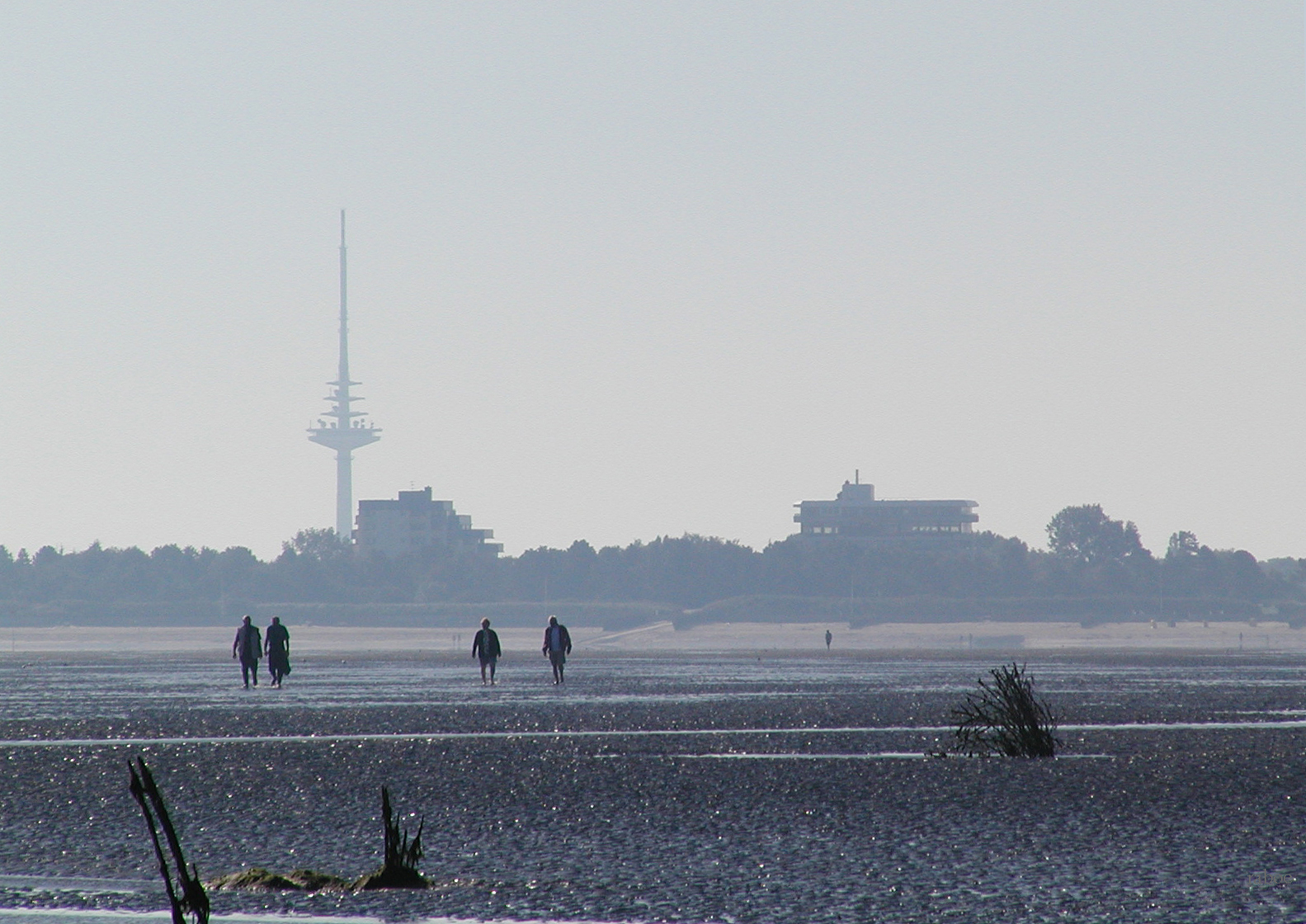
A watt Duhnennél, háttérben a Friedrich-Clemens-Gerke-Turm

Duhnen városrészben több mint száz éve minden nyáron megrendezik a Wattrennen nevű lovasversenyt a Watt-tenger medrében. Az időpont évről évre változik, mert csak vasárnap lehet megrendezni, a kora délutáni órákban, apály idején.
Pferderennen auf dem Duhner Watt Archiválva 2020. szeptember 19-i dátummal a Wayback Machine-ben

#### Édesvízi horgászat
- Altenwalder Angelpark
 Ponty, angolna és pisztráng
- Gudendorfer See (Altenwalde)
 Süllő, pisztráng, lazac
- Hahn am Blink (Wehldorf)
Angolna, sügér, dévérkeszeg, pisztráng, csuka, ponty
- Altenbrucher Kanal, Brake
Angolna, sügér, dévérkeszeg, pisztráng, csuka, ponty, vörösszárnyú keszeg, bodorka, süllő
- Elba
Angolna, hering, sima lepényhal

#### Nyílt tengeri horgászat
Különböző hajókról, például a 24 m hosszú, és 11 csomó sebességű MS „Jan Cux”-ról, vagy a 9 méterrel hosszabb MS „Jan Cux II”-ről horgászhatnak az utasok a Helgoland körüli vizeken, ahol nagy számban fordulnak elő makrélafélék, tőkehalfélék és macskacápafélék.

## A gazdasági élet és az infrastruktúra

### A kikötő

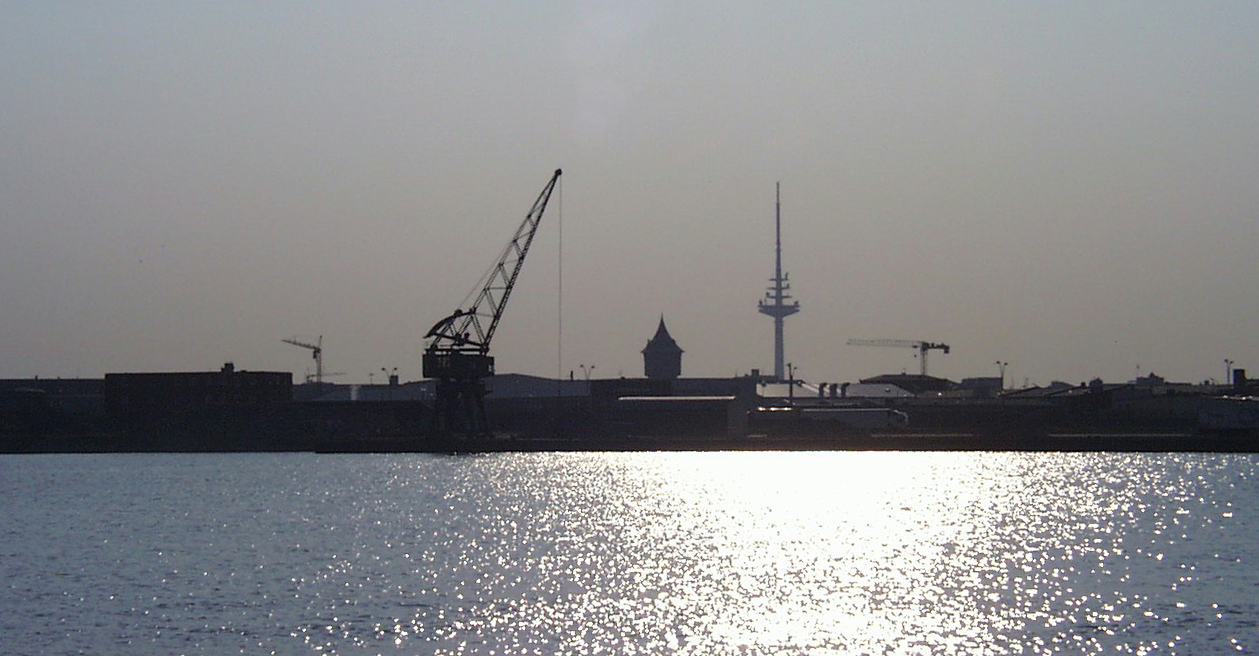
Blick übers Wasser
der Fernsehturm im Hintergrund

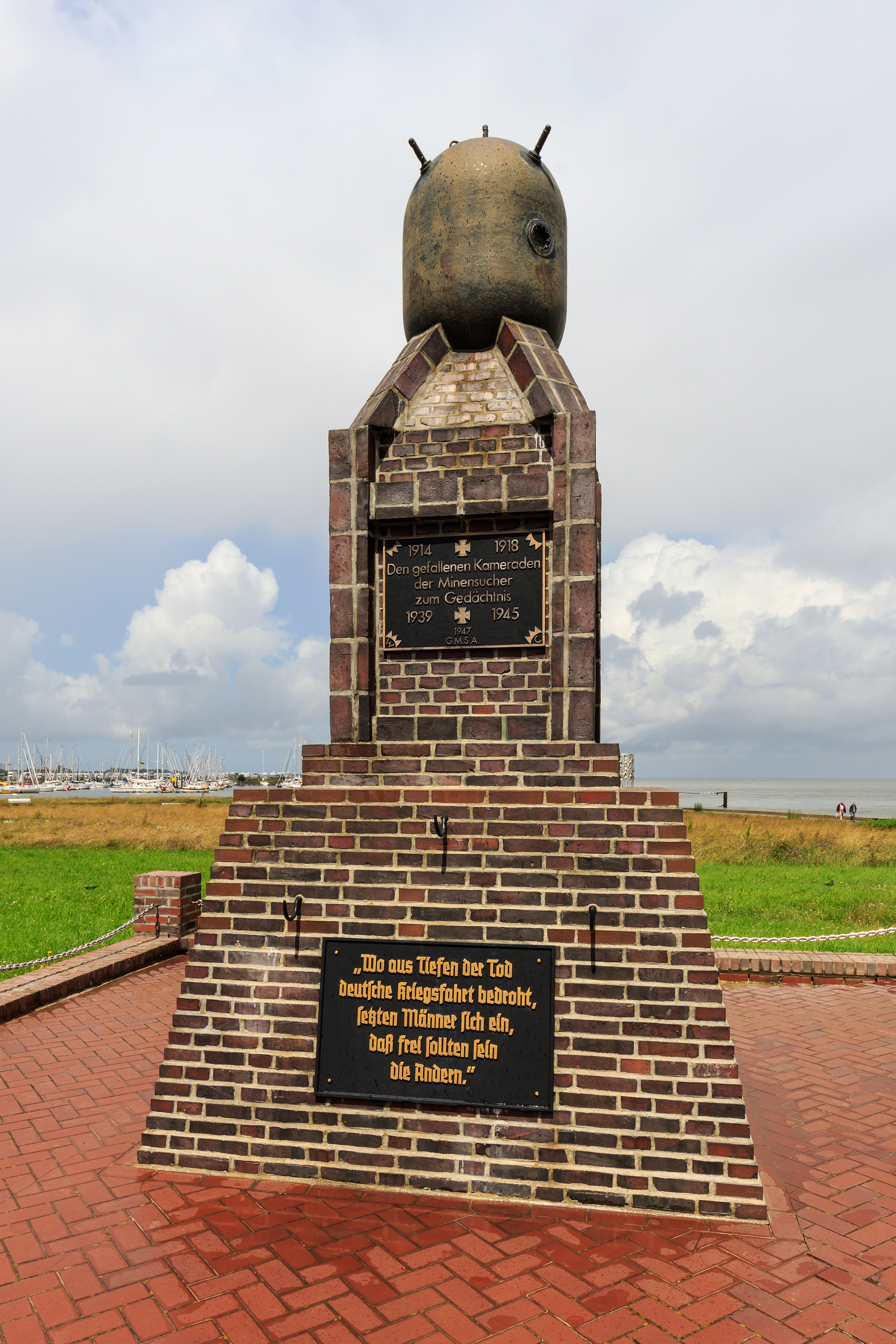
Emlékmű a kikötőben

A halászatnak és a halfeldolgozásnak nagy hagyományai vannak Cuxhavenben. 1885-ös kezdeményezések után 1908-ban nyílt meg a halászati kikötő. Bremerhaven mellett a mai napig Cuxhaven a legjelentősebb halászati központ Németországban. A halászat visszaesése ellenére 35 halfeldolgozó üzem működik a városban mintegy 1000 embernek munkát biztosítva.
A további gazdasági fejlődés szempontjából rendkívül fontos a város és környéke számára az 1997 őszén átadott mélyvízi kikötő, a CuxPort. A beruházó a CuxPort Seehafen-Dienstleistungs GmbH volt, amely a Seefischmarkt Cuxhaven GmbH egyik részlegéből jött létre. Az új kikötő területe 1993-ig Hamburghoz tartozott.
A hamburgiakkal hosszú tárgyalásokat folytattak, mielőtt a terület Alsó-Szászországhoz került. Ezután 140 millió eurót fektettek a kikötő építésébe. A cuxhaveni többcélú terminált jelenleg a Cuxport GmbH üzemelteti, amely a Rhenus AG & Co. KG (74,9%) és a HHLA (25,1%) leányvállalata. A kikötő forgalma az 1997-es 212%-ára, 1,58 millió. tonnára növekedett.
A kikötő legfontosabb tevékenységei közé tartozik a RoRo (Roll on, Roll off) be-, és kirakodás, a konténerszállítás, járművek be-, és kirakodása, és a darabáru-szállítás.
Cuxhaven kikötőjének összforgalma 2005-ben 1,88 millió. tonna volt, 4,7%-kal több, mint 2004-ben.

### Haditengerészet
Cuxhaven fontos szerepet játszott a haditengerészet. A városban hozták létre Németország elő aknaszedő alakulatait. A kikötőben emlékművet emeltek az első és második világháború bevetések emlékére.

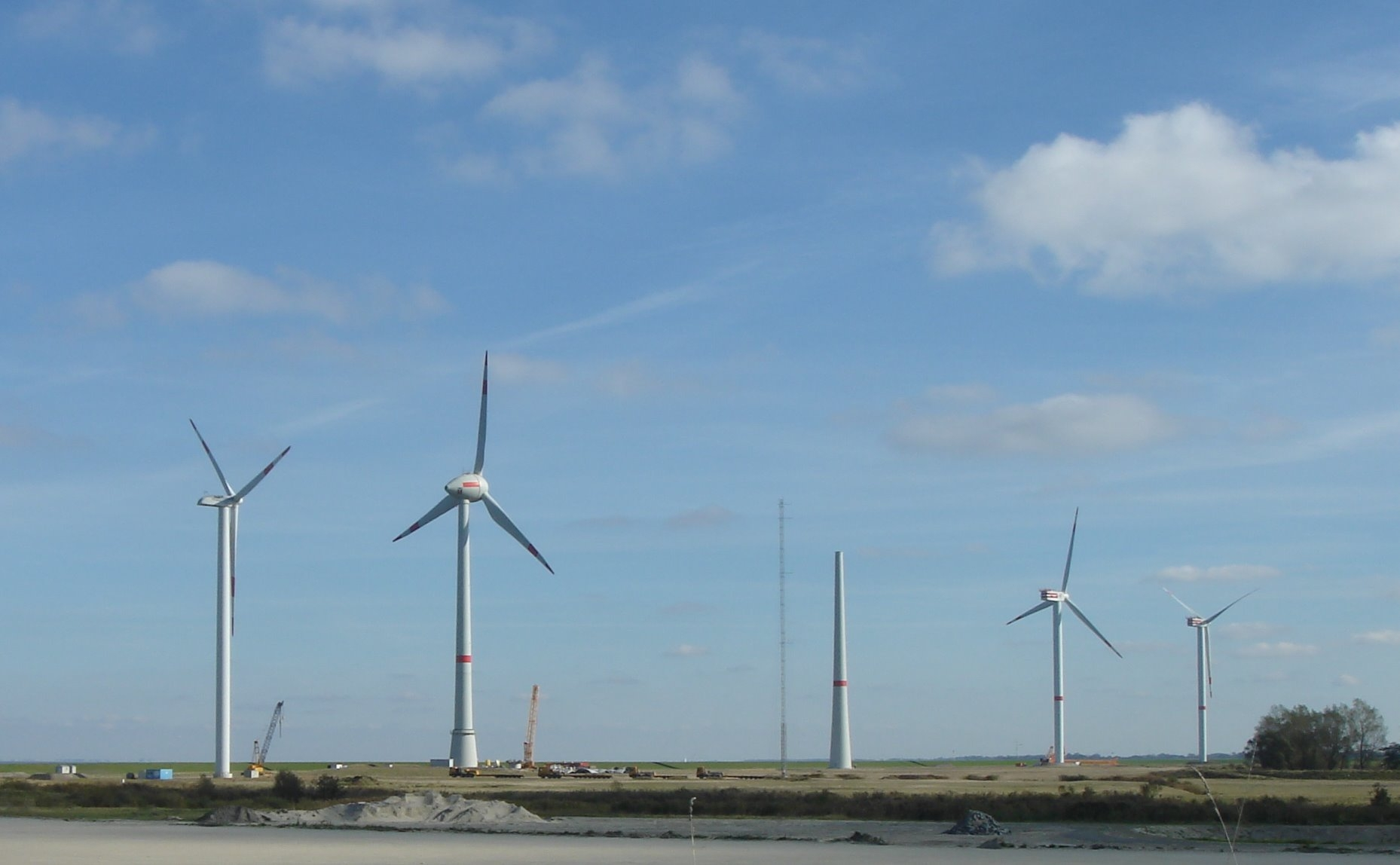
Tengeri szélerőműpark Cuxhaven mellett

### Helybeli vállalkozások, vállalatok
Cuxhaven ideális hely logisztikai tevékenységet folytató vállalkozások számára, valamint az éghajlati és földrajzi adottságai miatt alkalmas tengeri szélerőműparkok telepítésére.

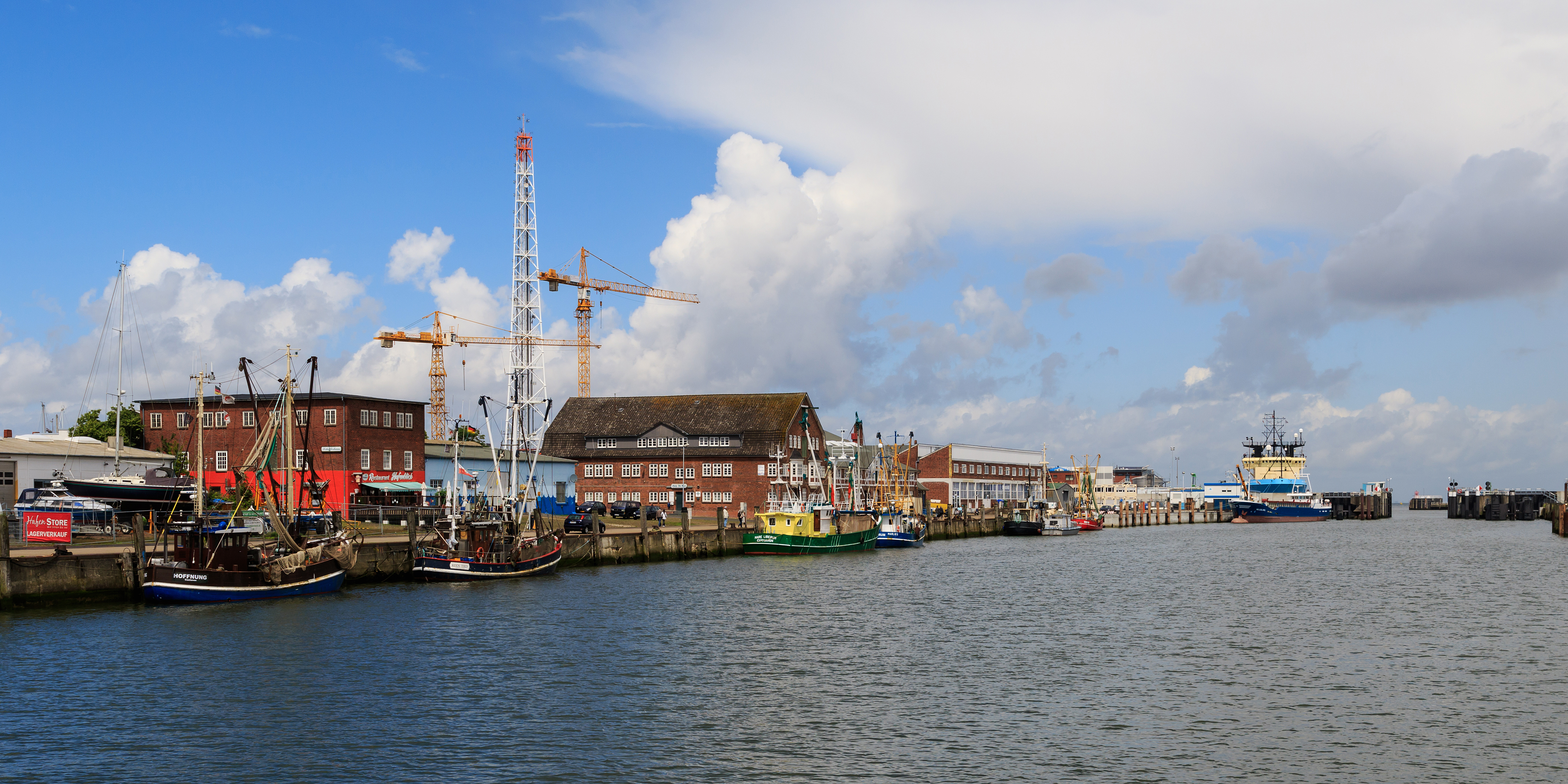
A halászati kikötő

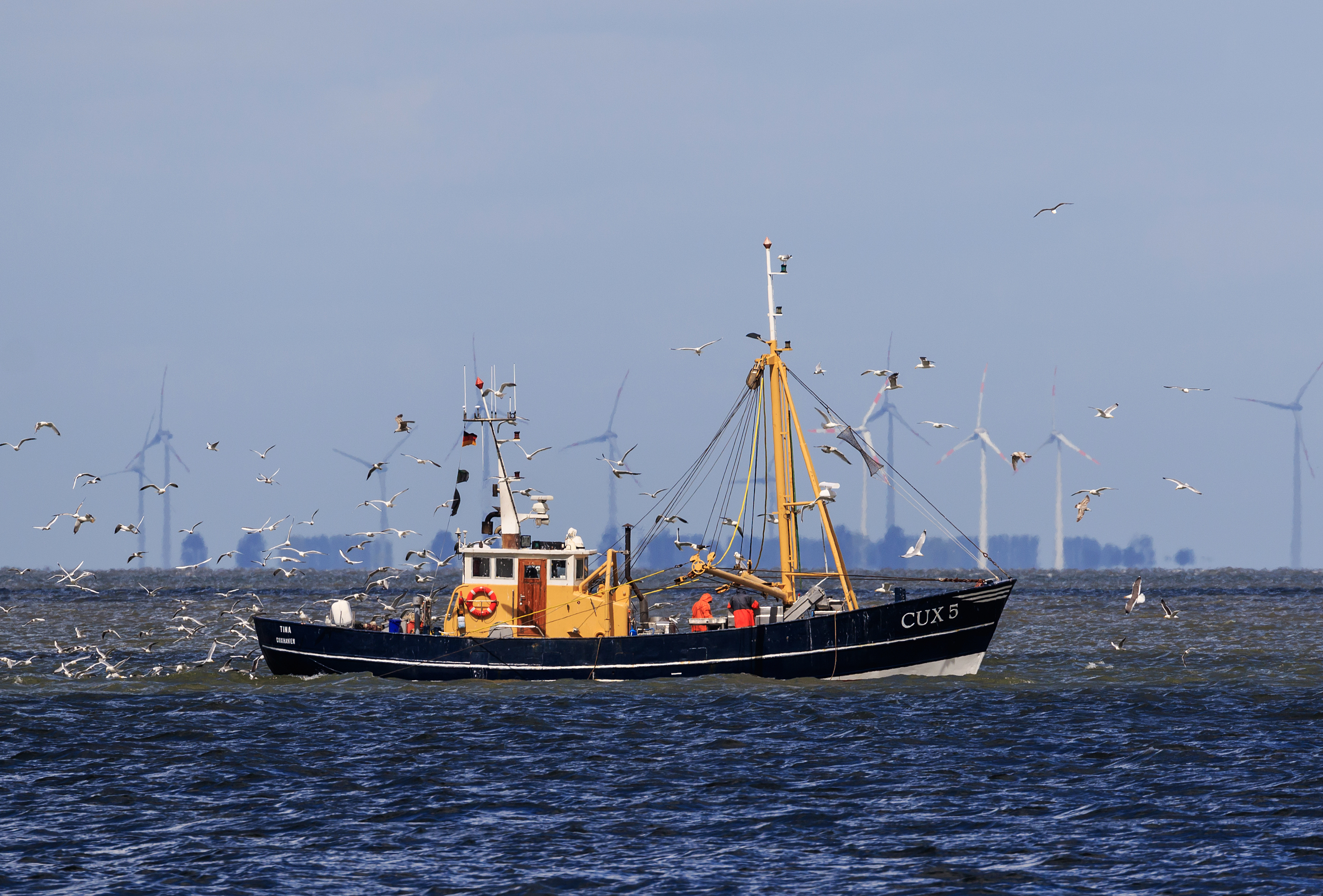
Egy rákászhajó érkezik vissza

### Idegenforgalom
Az idegenforgalom az 1816-os évtől létezik Cuxhavenben, ugyanis ebben az évben alapították az első tengeri fürdőt a városban. 1964 óta Cuxhaven államilag elismert gyógyfürdő, és a Cuxlandnak nevezett üdülőterület központja.
Cuxhavenben sikerült az idegenforgalmi szempontból értékes területeket és az ipari üzemeket térben elkülöníteni.

## A városhoz kapcsolódó személyek
- Reinhard Woltmann, német építészmérnök
- Carsten Niebuhr (1733–1815), Arábia-kutató
- Albert Hinrich Hussmann (1874–1946), szobrász
- Jürgen Sonnentheil (* 1961), templomi zenész
- Christian Berg (* 1966) színész, rendező

### A város szülöttei
- Az akkor még önálló Lüdingworth-ban született Carsten Niebuhr
- Rainer Feist, Szövetséges Fegyveres Erők Európai Legfelső parancsnokának helyettese
- Enak Ferlemann, német politikus
- Jochen Fraatz, kézilabda-játékos
- Volker Herres, televíziós programigazgató
- Peter Hertel, német sakknagymester
- Klaus Höpcke, német politikus
- Beate Morgenstern, német írónő
- Bruno Peyn, német író
- Gunnar Sauer, labdarúgó
- Arno Stabbert, Cuxhaven főpolgármestere
- Higgi Volkmann, német Rögbijátékos és -edző